# Кузничі
Ку́зничі — село в Україні, у Городнянській міській громаді Чернігівського району Чернігівської області.

## Історія
12 червня 2020 року, відповідно до розпорядження Кабінету Міністрів України № 730-р від «Про визначення адміністративних центрів та затвердження територій територіальних громад Чернігівської області», село увійшло до складу Городнянської міської громади.
19 липня 2020 року, в результаті адміністративно-територіальної реформи та ліквідації Городнянського району, село увійшло до складу Чернігівського району.

## Населення
Згідно з переписом УРСР 1989 року чисельність наявного населення села становила 431 особа, з яких 182 чоловіки та 249 жінок.
За переписом населення України 2001 року в селі мешкало 277 осіб.

### Мова
Розподіл населення за рідною мовою за даними перепису 2001 року:
| Мова       | Кількість | Відсоток |
| ---------- | --------- | -------- |
| українська | 260       | 93.53%   |
| російська  | 11        | 3.96%    |
| білоруська | 7         | 2.51%    |
| Усього     | 278       | 100%     |

## Відомі люди
- Мегре Володимир Миколайович (1950)— письменник, засновник руху «Звенящие кедры России»